# 瑪瑟琳
「吸血鬼女王」艾薇爾（Marceline the Vampire Queen）是美國卡通頻道動畫電視劇《探險活寶》的虛構角色，該作由潘得頓·沃德創作。她主要由奥利维亚·奥尔森負責英語配音，而艾娃·艾克絲和克蘿麗絲·利奇曼分別配音她在童年和老年時期的聲音。艾薇爾個性風趣，是一千餘歲的吸血鬼女王，擅長音樂，時常演奏家族傳給她的戰鬥斧頭改造而成的電貝斯。艾薇爾的藝術造型由沃德創作，並由前《探險活寶》領導角色和道具設計師菲爾·蘭達進行微調以及增加額外細節。
艾薇爾在第一季第12集〈驅逐出境〉中首次登場，故事中她將阿寶和老皮逐出家門。然而，隨著後續劇情發展，她和兩人成為朋友。一些介紹背景故事的分集裡，她的身世逐漸顯現出來，父親寒森阿巴迪爾為惡魔（奥利维亚的父親馬丁·奧爾森配音），而她的母親伊莉絲是一名普通人類（最初由芮貝卡·薛格配音）。此外，她在小的時候，一場災難性的蘑菇戰爭爆發，不久之後與賽門·派翠克夫（湯姆·肯尼配音，後來成為冰霸王）建立類似養父女的關係。
艾薇爾廣受好評，並在《探險活寶》粉絲間十分受歡迎；她也是第七季迷你劇〈艾薇爾的神秘特輯〉中的重點人物。沃德在影集播放早期，曾表示艾薇爾是他最喜歡的角色，因為他不知道有關她完整的歷史和背景故事，覺得這為她的角色增添神秘感。在〈少了什麼〉、〈黑風姥姥〉兩集中，艾薇爾與泡泡糖公主之間，是否存在女同性戀關係引起爭議；這段關係在最後一季的〈跟我一起來〉中，才有一個肯定的結論。

## 創造和設計

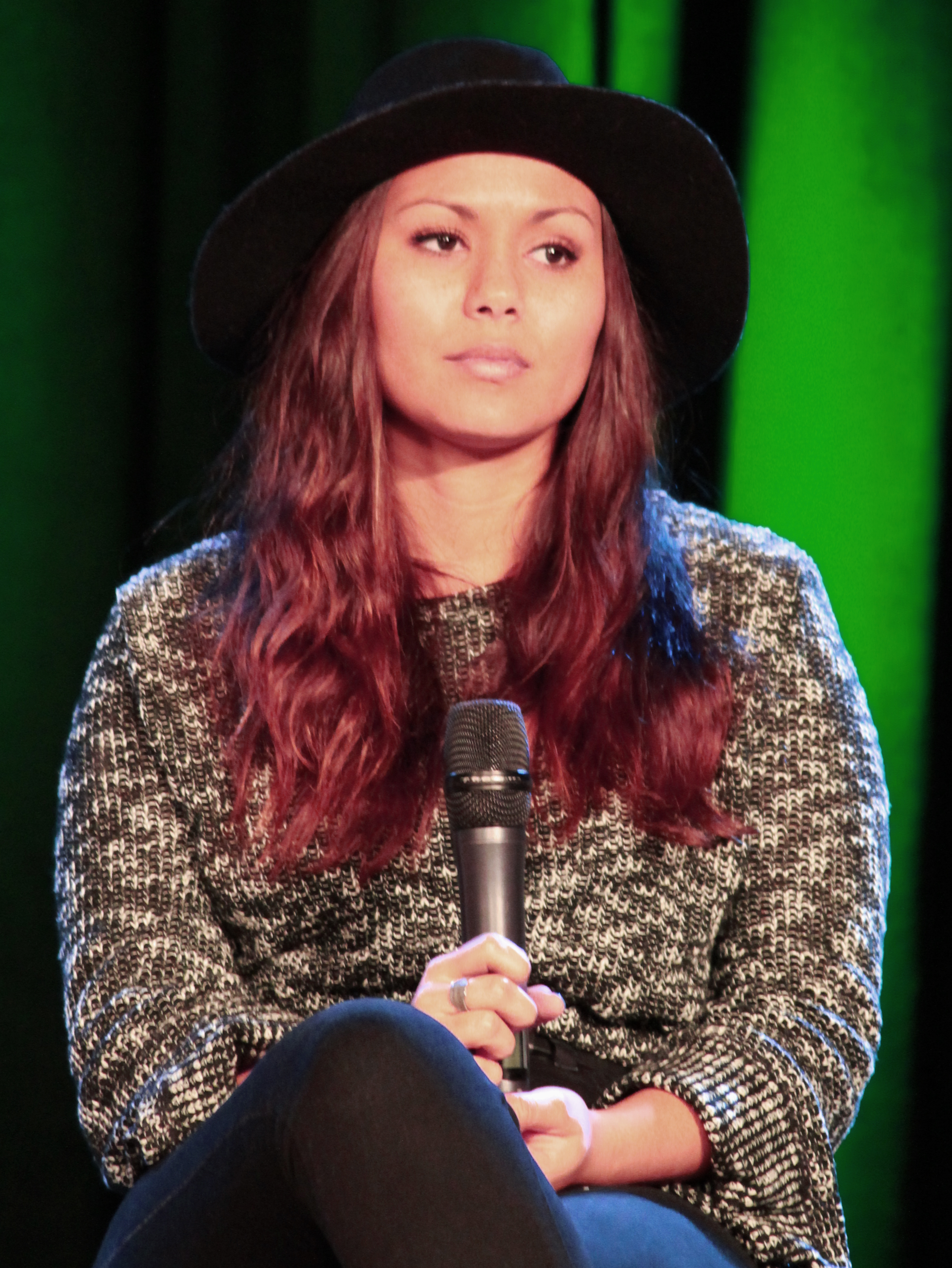
艾薇爾由奥利维亚·奥尔森（攝於2015年）配音

艾薇爾是《探險活寶》的主要角色之一。雖然她沒有在試播集中登場，但形象設計和角色性格的基礎已出現在影集的項目建議書中，並由影集作者潘得頓·沃德創作。沃德故意著手讓艾薇爾的角色性格變得複雜，並為此解釋道「對於女性角色，這很容易將他們創作得十分老套，或者將他們創作得與老套大相逕庭……我想嘗試讓他們跟阿寶和老皮一樣都有不足和優點。」艾薇爾起初在影集寶典中被描述成與泡泡糖是「友好的對手」。艾薇爾的英文原名「Marceline」是源於沃德童年好友瑪麗（Marie）的中間名，沃德更表示瑪麗就像恐怖電影中身穿黑色衣服的人。另一方面，有別於常見的中文音譯名稱「瑪瑟琳」，台灣卡通頻道由於艾薇兒·拉維尼的造型，將此角色的中文名稱翻譯為「艾薇爾」:123，之後台灣播出版本中一直沿用這個譯名，直到在2021年播出的《探險活寶：遙遠的秘境》也是如此。
艾薇爾的人物設計由沃德創建，並由前《探險活寶》領導角色和道具設計師菲爾·蘭達（Phil Rynda）進行微小改變和增加額外細節。艾薇爾擁有一頭烏黑的長髮。她極少走在地上，在旅行、移動和睡覺時通常選擇漂著。艾薇爾與大多角色不同，她每次出場時幾乎都穿著不同的衣服。沃德表示她的服裝因分集而異，因為「女孩不止擁有一套衣服」。負責配音艾薇爾的女演員奥利维亚·奥尔森對她角色的服裝設計感到印象深刻，並表示「她的風格真的非常酷……我愛死了每一集中它們所呈現出來的樣子」。奥尔森解釋道當她為每集配音時都對艾薇爾的服裝感到「十分驚喜」。當她讀出台詞時可以觀賞分集的影像分鏡，而有時為了欣賞那獨特的設計而不得不停下來。艾薇爾的身體大小和身型根據誰負責繪畫而稍微改變。蘭達之後稱角色的動畫是「最酷的部分之一」，因為「每個藝術家在繪畫時都留下了自己的品味和鑒賞力」。
艾薇爾由奥利维亚·奥尔森負責配音。當《探險活寶》項目製作開始時，沃德打給朋友和迪士尼動畫影集《飛哥與小佛》的編劇馬丁·奧爾森問他是否知道誰負責配音凡妮莎·杜芬舒斯（Vanessa Doofenshmirtz），因為他想「她以聲音」出現在影集中。據稱沃德不確定該女演員是不是馬丁·奧爾森的女兒。在選角階段，奥利维亚·奥尔森首先閱讀泡泡糖公主的部分，但之後被要求閱讀艾薇爾的對白。看到角色設計後，奥利维亚「對角色肯定感到印象深刻」。因為沃德深知他想要奥利维亚在影集中，所以馬丁·奧爾森後來打趣地說她的試鏡根本只是取悅電視網高官的一場「騙局」。為了融入角色，奥利维亚在錄製對白時通常穿得很像艾薇爾。她解釋說：「我總是發現……走進（錄音室）錄製艾薇爾（對白）的日子時，我會以怪異的方式穿得很像她……我會穿些搖滾長靴，可能塗些紅色口紅，之後走入（情境中）。」在閃回的分集中，年輕的艾薇爾由艾娃·艾克絲配音。在第五季分集〈許願大暴走〉中，角色在另一宇宙中較老的版本由克蘿麗絲·利奇曼配音。馬丁·奧爾森還為艾薇爾的惡魔父親寒森配音。奥利维亚之後表示能和父親一起配音「蠻酷的」。奥利维亚還為角色配音歌唱部分。作曲家凱西·詹姆斯·巴西奇斯（Casey James Basichis）和提摩·基弗（Tim Kiefer）負責製作貝斯音樂好讓角色能夠在影集中演奏。影集的相關人員將為艾薇爾創作的大部分歌曲上載到網路上。

## 出場

艾薇爾在〈驅逐出境〉首次登場，故事中她將阿寶和老皮逐出家門。

約一千年前，惡魔領主寒森（馬丁·奧爾森配音）和伊莉絲（Elise，芮貝卡·薛格配音）生下艾薇爾。阿巴迪爾是惡夜魔境（為「混亂邪惡」的地獄維度，並以眾生的靈魂維生）的統治者。艾薇爾5歲時，蘑菇戰爭（即核戰）爆發，戰爭結束兩年後母親因生病而命令女兒趕快離開，不希望自己在她眼前死去。離開母親後，賽門·派翠克夫（即冰霸王的本名）在城市廢墟中找到艾薇爾，並給她一隻名為小波的毛絨公仔來讓她振作。兩人產生互相關愛的關係，後來皇冠控制了賽門的心智，這讓他被迫離開艾薇爾。在這段時期，她與父親相見，但對他冷酷且無情的處事感到噁心。儘管她曾容忍他邪惡又自私的滑稽舉動，但發現阿巴迪爾偷吃她為自己炸的薯條後與他斷了所有聯繫。在接下來的幾年中，她在城市廢墟中閒逛並與倖存的人類開始殺害佔了大部分領地的吸血鬼。艾薇爾不久發現在殺死吸血鬼後，她自己的惡魔能力在吸取靈魂後能獲得他們獨特的能力。然而當艾薇爾嘗試對戰吸血鬼王時被咬而轉變成吸血鬼。從某一時間，她開始與魔術師艾許談戀愛。兩人搬到樹屋，但因艾許將小波賣給巫婆而分手。大概在這個時候，艾薇爾與糖果王國領袖泡泡糖公主成為朋友。兩人經常缺席皇家正式會議去遊覽糖果王國的冰糖開採建築群。由於統治王國的負擔越來越重，泡泡糖最終推開艾薇爾，讓兩人之間的縫隙產生了一段時間。
在影集發生時間線上，艾薇爾在第一季分集〈驅逐出境〉中與阿寶和老皮產生聯繫，當中她逼迫他們搬離他們的家。在〈吸血鬼跟班〉一集中，艾薇爾騙阿寶成為她的屬下。在這集中，阿寶發現艾薇爾喜歡惡作劇和捉弄別人。此後不久，兩人發展一段友情。在第二季首集〈惡夜魔境〉中，阿巴迪爾被阿寶意外召喚到哇賽祕境。當阿巴迪爾在破壞土地時，阿寶發現艾薇爾和父親之間有隔閡。阿寶透過播放艾薇爾演唱《薯條之歌》的錄音來分散阿巴迪爾注意，這讓兩人短暫和解，直到阿寶將他送回惡夜魔境。在第三季分集〈記憶的記憶〉中，艾許嘗試透過欺詐手段來挽回與艾薇爾的關係。他裝扮成艾薇爾的「靈魂動物」，並欺騙阿寶和老皮相信艾薇爾由於自我施加的睡眠咒語而沉沉睡去。兩人遵循艾許的建議進入艾薇爾的大腦找回「記憶核心」來讓她甦醒。一路走來，他們遇到她小時候在蘑菇戰爭時的各種回憶。然而，兩人意識到這是艾許精心策劃的騙局，他們其實拿走了艾薇爾和艾許分手的回憶。最終，阿寶說服艾薇爾，而她立即攻擊了具沙文主義的前男友。在〈少了什麼〉中，當阿寶、老皮、泡泡糖公主、嗶莫和艾薇爾組成樂隊來打敗門王，並找回他們被偷走的東西時發現艾薇爾和泡泡糖公主過去的隔閡。
在第四季分集〈重返惡夜魔境/爸爸的小怪獸〉中，艾薇爾的父親回來給她一個護身符，讓她成為惡夜魔境的惡魔霸主。在經過一場磨難後，阿寶拿走護身符拯救了艾薇爾。艾薇爾承認她所想要的只是父親能理解她。在第五季首集〈許願大暴走上集〉中，當阿寶在虛擬實境希望陰魔王從未出現過時，一個宇宙因此產生，當中蘑菇戰爭從未發生，而艾薇爾也沒變成吸血鬼。她在該集中的形象為年老體弱的半惡魔，被賽門·派翠克夫冰凍的「突變原炸彈」炸死。老皮設法用他的願望來取消這個願望，並將一切恢復原樣。在〈黑風姥姥〉中，艾薇爾在泡泡糖公主的幫助下追查到有名無實的黑風姥姥的下落。原來艾許將小波賣給了黑風姥姥。只有當泡泡糖用她心愛的搖滾襯衫交換，小波才能得以與艾薇爾團聚。在〈黑風姥姥〉事件發生後，泡泡糖和艾薇爾的友情更加堅固，並分別在第七季的〈女英雄聯手出擊〉和第八季的〈損壞的皇冠〉中重申她們的友情。在〈賽門回來了〉一集中，艾薇爾犧牲了小波讓冰霸王失去能力並再次成為賽門·派翠克夫，更打開時空之門讓他與疏遠的未婚妻貝蒂和好如初。雖然賽門和貝蒂重聚，但由於事件的頻發，艾薇爾和賽門無法在賽門變成冰霸王前去了解貝蒂的最新狀況。話雖如此，在第八季的〈損壞的皇冠〉中，兩人設法能更加充足地團聚。他們也因此證實了彼此對對方的關心。
在第七季的迷你劇〈艾薇爾的神秘特輯〉中紀錄了艾薇爾最強大的五名吸血鬼敵人復活，他們分別是愚者（配音）、血妃（配音）、大祭司（保羅·威廉斯配音）、月亮（博·比尔林塞利配音）和吸血鬼王（比利·布朗配音）。在泡泡糖取出艾薇爾的吸血鬼血素嘗試讓她再次變回凡人時，五人重新合體。這些吸血鬼的再現逼迫艾薇爾、泡泡糖、阿寶、老皮和薄荷管家（史蒂夫·李特配音）一個一個追殺，在隨後的行動中，艾薇爾再次變回吸血鬼，並接受她永生命運的事實。在第九季的迷你劇〈拯救哇賽祕境〉中，艾薇爾用元素魔法暫時轉變成有知覺的棉花糖生物「營火女王棉薇爾」。艾薇爾是糖果時愛交際又有趣，更對周圍新世界的本質以天真的眼光看待，例如當惱羞成怒的火焰公主攻擊她時，她將攻擊誤認為。在迷你劇的結尾，她變回原來的自己。（艾薇爾在第九季分集〈舊照片的回憶〉透過嗶莫高度的譬喻式語言回憶起了這段事情的經過。）在第十季的〈父女情深〉一集中，艾薇爾的父親回到哇賽祕境出席她其中一場演唱會。儘管他最初對女兒感到尷尬，並導致一場幽靈之戰爆發，但到該集結束時，艾薇爾對父親能願意支持她而感到十分感動。
完結篇〈跟我一起來〉中，艾薇爾在「大泡泡糖戰爭」中為泡泡糖公主而戰，並當混亂神祇刈包被意外帶進哇賽祕境時，她依舊拒絕放棄朋友。在刈包其中一隻怪物差點殺死公主時，艾薇爾衝到她身邊，並在一段溫柔的時刻後，兩人證實了雙方都十分著急對方，接著親吻。在影集的尾聲，艾薇爾和泡泡糖公主坐在沙發上，身上鋪著毯子，並靠著頭。

### 其他

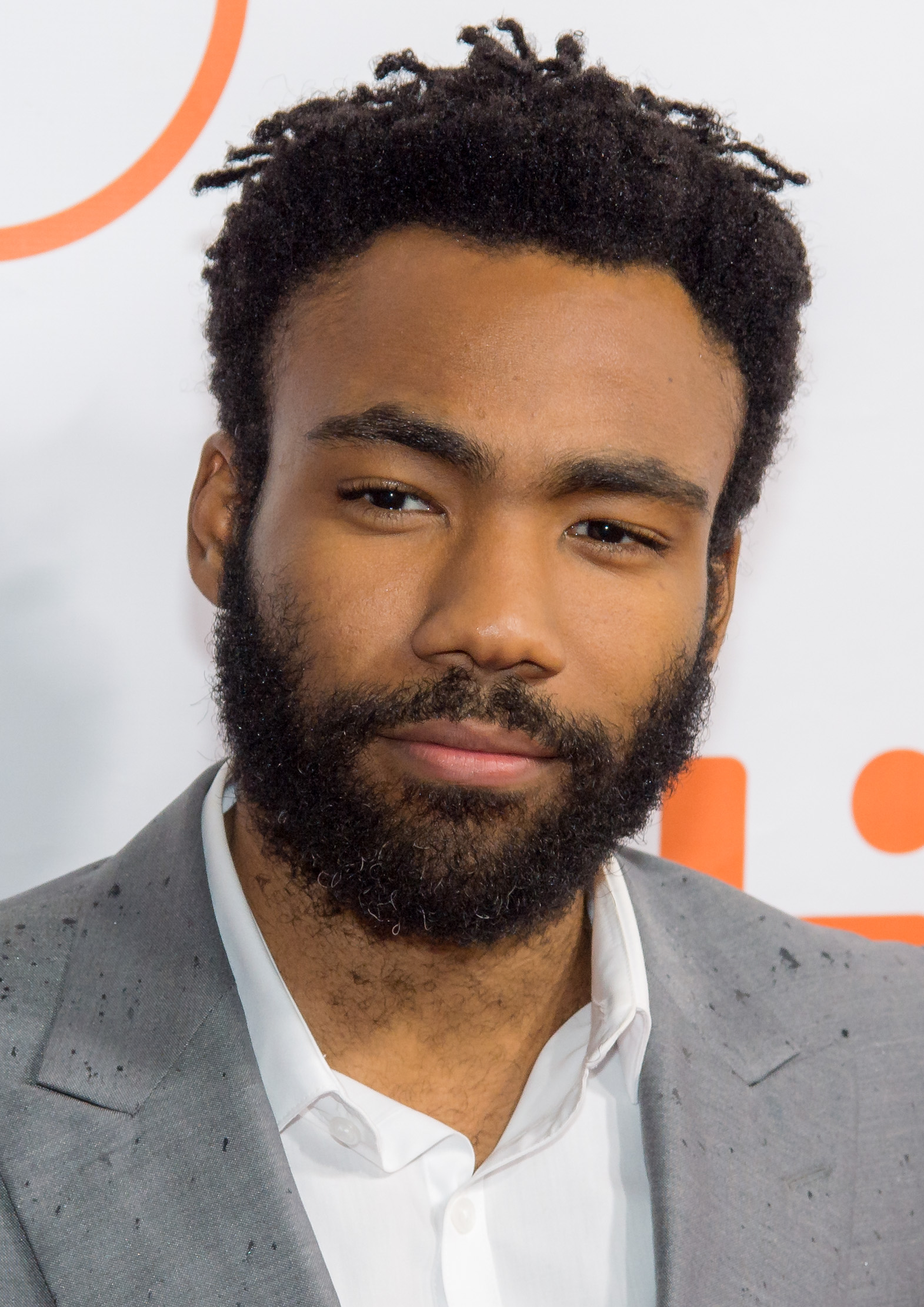
艾薇爾的性轉版本「艾爾」由演員和音樂家唐納·葛洛佛（攝於2015年）配音

艾薇爾的性轉版本艾爾在第三季分集〈寶妹與皮姊〉中登場。這個版本的角色只有很少鏡頭，並且沒有台詞。後來傳出第五季在製作有關寶妹和皮姊的一集中，劇情大多圍繞在艾爾身上。這一集名為〈壞壞男孩〉，並於2013年2月18日開播。在這集中，冰霸王綁架的公主們已經厭倦他創作得不好的有關寶妹和皮姊的同人小說，艾薇爾聽到後在寒冰王國停留，向冰霸王展示如何正確地發展故事，因此她講了有關她性轉角色艾爾的故事。該角色由搞笑演員和音樂家唐納·葛洛佛配音。此外，艾爾在有關寶妹和皮姊的第三集〈什麼都想要的王子〉中有客串演出，並在相關的第四集〈平行宇宙的故事〉中擔任演講角色。
共有六期的衍生漫畫系列《艾薇爾和尖叫女王》（Marceline and the Scream Queens）由《章魚派》的梅雷迪思·格蘭創作，並於2012年7月首次出版。這一系列講述艾薇爾和泡泡糖公主組成的樂隊在哇賽祕境周圍巡迴演出。該系列由面向兒童的出版商KaBoom旗下的Boom!工作室出版，它還出版了其他《探險活寶》的漫畫系列。系列的撰稿人還包括費絲·艾琳·希克斯和利茲·普林斯。KaBoom還出版了凱特·萊斯的《看見紅》（Seeing Red）和格蘭的《漂泊無依的艾薇爾》（Marceline Gone Adrift）。
艾薇爾還出現在iOS遊戲《探險活寶：摇滚强盗》（Adventure Time: Rock Bandits）。在遊戲中，冰霸王在演唱會上綁架了艾薇爾的粉絲，他認為這樣他們就會變成他的粉絲，而阿寶和老皮需要解救這些被綁架的市民。艾薇爾在互动实体玩具電玩《樂高次元》中為可玩角色，以「歡樂包」形式發行，內容物有艾薇爾樂高迷你人型和可組的「瘋狂放大器」零件。

## 角色塑造

### 性格和特徵
艾薇爾是半惡魔和半人類的吸血鬼。她在影集時間線開始前殺死吸血鬼王後取得「吸血鬼女王」的頭銜。雖然她超過一千歲，但外表看起來大約18至21歲。她曾花了多個世紀穿越整個哇賽祕境大陸，早已蛻變成「無所畏懼的不怕死的人」，而她對惡作劇的熱愛使她某程度變成搗蛋鬼。因此，艾薇爾首要角色的功能是成為故事的反派，強迫阿寶和老皮搬離他們的家。然而，當阿寶意識到艾薇爾是「喜歡玩遊戲的偏激女人」後，她跟兩人成為密友。
跟傳統西方吸血鬼不同，艾薇爾不是靠吸血生存，而是吸食紅色。由於她只滿足於顏色，所以血單純只是顏色吸引到她（雖然沃德在Formspring表示她「有時也會喝血」）。當艾薇爾缺乏紅色時，她會進入「野獸」狀態，並本能嘗試殺死他人和吸食他們的血。跟傳統西方吸血鬼一樣，她很怕曬太陽，並會轉變成不同大小的蝙蝠。艾薇爾還擁有一些超能力，包括空中漂浮、隱身、自我癒合和變身，而《艾薇爾的神秘特輯》中紀錄她是吸收了一些強大吸血鬼的精華後才獲得這些能力。她還從惡魔父親那裏繼承了吸收靈魂的超能力。艾薇爾更是蘑菇戰爭的生存者。關於她過去的暗示貫穿了整個影集：在〈記憶的記憶〉中，艾薇爾的腦海之旅展示了她小時候在被摧毀的城市市郊中徘徊；而在〈失去的記憶〉中，她在城市廢墟中與賽門·派翠克夫相遇。
她對賽門·派翠克夫在〈失去的記憶〉中送給她的泰迪熊小波擁有深深的感情。在〈記憶的記憶〉中，當得知艾許將泰迪熊賣給女巫後，艾薇爾勃然大怒並與他分手。在〈黑風姥姥〉一集中，艾薇爾在得到泡泡糖公主的幫助下找回了那隻熊，但在〈賽門回來了〉中，她為了讓賽門能有機會與未婚妻溝通而犧牲小波。儘管她非常獨立自主，但在〈艾薇爾的衣櫃〉可見她的事不關己通常讓其感到孤獨。在這一集，老皮和阿寶躲在她的衣櫃發現她用日記來表達大部分感受。在整部影集中，艾薇爾時常在彈奏音樂。在一些官方資料中，她被稱為「狂野的搖滾女孩」。整部影集有幾次她會視情況跟老皮、阿寶和其他人即興演奏搖滾樂。她會演奏一把斧頭貝斯，而這把是家傳戰鬥斧頭。沃德稱她會，並解釋道她兩隻手都能彈奏貝斯。她經常認為音樂能夠更容易地表達她的感受，例如關於父親的《薯條之歌》和關於泡泡糖公主的《我只是你的問題》之類的歌曲。

### 人物關係
艾薇爾與阿寶和老皮十分親近。艾薇爾和阿寶身上有很多共同點。在〈驅逐出境〉和〈吸血鬼跟班〉分集中表明艾薇爾與阿寶成為朋友單純是因為他很享受做自己。雖然她曾柏拉圖式地親了阿寶兩次，但沃德表示兩人之間並沒存在任何的潛在火花。另一方面，艾薇爾和老皮之間的關係較為複雜。在她首登場時，由於老皮害怕「她的吸血鬼之咬」，所以她以嚇他為樂。老皮反過來覺得她很邪惡，並成功控制了阿寶的心智。因此，傑克幾次想殺死她，但都無濟於事。然而在〈吸血鬼跟班〉發生後，老皮似乎將對她的恐懼拋諸腦後。在〈記憶的記憶〉中，他甚至在她其中一段記憶中以「朋友」來稱呼她。
在影集開始時，艾薇爾和泡泡糖公主的關係十分不穩定。然而隨著影集的播放，她們的關係變得充實並漸漸改變。艾薇爾在〈一起看電影〉中用泡泡糖的名字邦妮貝爾來稱呼泡泡糖公主，為這樣做的第一人。他們的關係在第三季分集〈少了什麼〉中得到進一步探討。在這集中，艾薇爾的歌曲《我只是你的問題》以及她和泡泡糖之間的對話暗示兩人過去可能存在某種關係，但並沒有完全道清。後來，這引起了網路對艾薇爾性取向的爭議。然而當〈少了什麼〉發生後，兩人的關係似乎看起來變好，並在〈黑風姥姥〉、〈女英雄聯手出擊〉、《艾薇爾的神秘特輯》和〈損壞的皇冠〉共同度過美好時光。在影集大結局〈跟我一起來〉，艾薇爾和泡泡糖公主互表情意並親吻，而在最後尾聲中兩人看起來像一對幸福的情侶。
艾薇爾和父親寒森難以接納彼此。艾薇爾起初認為父親不關心她，並透過先前提到的《薯條之歌》來表達她的感受。雖然他們承認彼此相愛，阿巴迪爾卻不斷向艾薇爾施加壓力來繼承家族事業並接管惡夜魔境，而艾薇爾不想要這份工作。艾薇爾和冰霸王之間也有複雜的關係。在〈失去的記憶〉一集中，冰霸王（人類賽門·派翠克夫）在蘑菇戰爭淪為廢墟的城市中發現她哭泣。賽門給小艾薇爾小波，並試圖照顧她。這種姿態讓冰霸王在艾薇爾心中已是老朋友和父親的形象。然而，隨著皇冠的力量增強，賽門開始忘記越來越多與艾薇爾的關係，直到他完全忘了他們之間的友誼。影集的前分鏡藝術家和節目統籌亞當·穆托（Adam Muto）解釋艾薇爾和冰霸王的過去並沒出現在影集的最初計劃，而是「從（影集的）原始軌道中進展開來，並且未來可能會繼續發展下去」。

## 反響

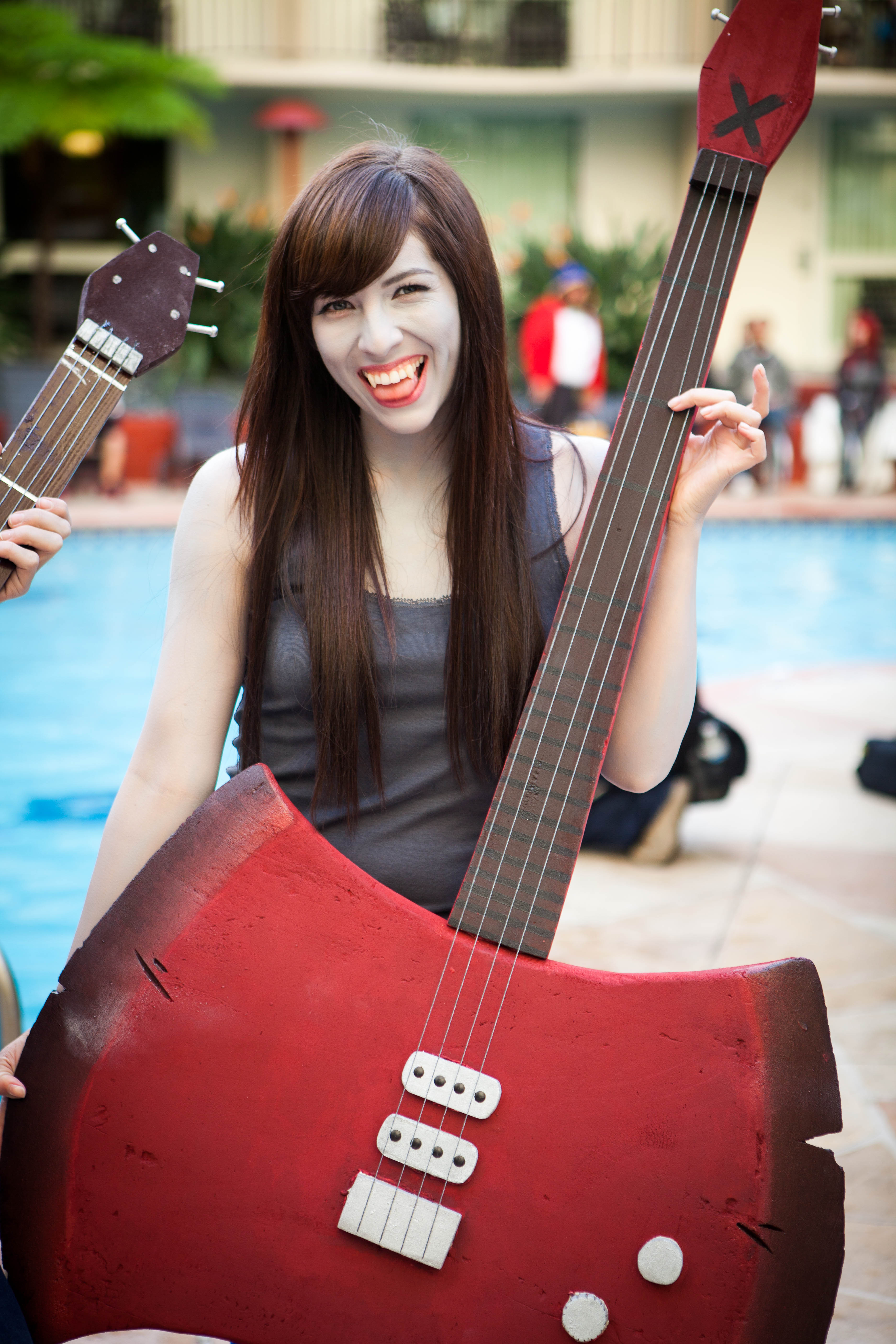
《Screen Crunch》的布莉特·海耶斯（Britt Hayes）表示因為艾薇爾複雜的人物性格，所以「需要一種特別的態度」來cosplay她

艾薇爾獲得劇評人好評。《影音俱樂部》的奧利弗·薩瓦（Oliver Sava）讚賞她是「影集中最具悲劇色彩的角色」之一。他之後寫道她的加入「是影集最主要的轉折點，為全體演員放入一個時髦又愛冒險的女性。她既可以因自己而怨恨阿寶和老皮，又與哇賽祕境的過去息息相關。」此外，他指出因為「她的作家顯然喜歡為其營造場景」，所以「她是影集中一些感情最為強烈的分集的中心人物」以及「除了艾薇爾的戲劇價值外，她往往會讓每一集都變得更好」。瑪麗蘇（The Mary Sue）的蘇珊娜·波羅（Oliver Sava）稱該艾薇爾為影集中「較棒的角色之一」。IGN的卡姆·謝伊（Cam Shea）稱艾薇爾在〈驅逐出境〉的加入為影集第一季中第四棒的時刻。他寫道「當然，在這集中雖然她將阿寶和老皮逐出家門……但你知道這是我們第一次見到她，而她棒透了。」
io9的作家查理斯·簡·安德斯（Charlies Jane Anders）寫道艾薇爾和冰霸王在〈失去的記憶〉的表現是「我多來年看過最具有強烈情感的東西」。她稱讚艾薇爾從「蠻值得注意的反派」發展成「我們都有點熟」的那種人。CartoonNetwork.co.uk於2012年1月24日稱她是「當週角色」。《衛報》在評價《探險活寶》的DVD時稱艾薇爾是影集中「最棒的角色」，並特別指出「她……對影集中一些最棒的歌曲有作出貢獻」。2016年，WhatCulture稱她是影集中第四棒的角色，並寫道她「很壞」和「影集中最酷的角色」，並表示就算主要因2000年代中期小說和電影系列《暮光之城》以及電視劇《吸血鬼日记》形成流行文化對吸血鬼的強烈抵制，但「艾薇爾……還是證明吸血鬼棒透了」。
《青年時尚》的勞倫·瑞瑞克（Lauren Rearick）表示因為她是來自「非傳統家庭，（而她的）情緒……有時反映出憂鬱症」，所以討論艾薇爾在螢幕上的呈現也很重要。瑞瑞克接著認為這給了影集讓人有「機會去探討兒童劇外殼下的複雜主題」。
《探險活寶》的製作團隊也對該角色感到滿意。2010年，沃德在影集快開始時表示艾薇爾是他最喜歡的角色，因為他「還（不）知道她全部的角色特徵」，因此他覺得這樣「神秘（又）蠻酷的」。蘭達聲稱艾薇爾可能是影集中他最喜歡的角色，因為「畫她真的很有趣」。艾薇爾還在《探險活寶》粉絲群特別受歡迎，而她在〈驅逐出境〉發行後受歡迎程度大幅提升。沃德後來指出他感到「很棒。挺不錯的。」艾薇爾還在角色扮演者和行為藝術家之間受到歡迎，他們身穿服裝和時尚配飾來呈現《探險活寶》宇宙的角色。角色的受歡迎程度受到擁有《探險活寶》的公司認可。實際上，周邊漫畫《探險活寶：艾薇爾和尖叫女王》的官方新聞稿稱該角色是「粉絲最愛」。
艾薇爾的受歡迎程度已經跨越至流行文化的其他媒介。美國歌手在她首張專輯《地猿》中有兩首歌曲因向艾薇爾致敬而以她命名。

### 關係爭議

艾薇爾和泡泡糖公主的關係一直引起爭議，但在大結局〈跟我一起來〉中兩人被證實為情侶

在〈少了什麼〉一集中因暗指艾薇爾和泡泡糖公主過去曾有一段關係而引起爭議。這場爭議主要是伴隨著「數學」（Mathematical）的摘要說明後開始，這些受到工作室認可的幕後花絮系列影片暗示泡泡糖公主和艾薇爾之間的女同性戀關係，而創作員工因此積極地尋求粉絲的意見。影集的製作人弗雷德·塞伯特有就這件事表示「為了讓影集的觀眾有參與感，我關注粉絲的猜想和露骨的粉絲繪圖，而我們的確做得有點過火了」。不久之後，這部摘要說明影片和整個頻道都從YouTube中遭到移除，但〈少了什麼〉還在持續重播。塞伯特移除影片的決定同樣引起爭議。《老娘立場》寫了一篇文章講述這集如何「以一種微妙又複雜的方式來滿足女性的慾望——那種女性酷兒的慾望」，而刪去摘要說明影片以及工作室對爭議處理的方式不利於兒童面向的節目接受酷兒戀愛。沃德後來為此發話並給予較為中立的看法，他表示因為「整個互聯網都對它採取太多極端的立場」，所以他不「太想作出評論（因為）它造成太大的騷動了」。在〈少了什麼〉之後，泡泡糖和艾薇爾這一對受到許多粉絲歡迎，並稱呼她們為「Bubbline」。
2014年8月，奧爾森在《探險活寶百科全書》（The Adventure Time Encyclopedia）的簽書會上告訴聚集在巴諾書店的粉絲們沃德曾表示艾薇爾和泡泡糖公主過去的確曾約過會，但因為這部劇有在一些同性戀為犯法的地區中播出，所以這段關係並沒有作出明確表示。在系列大結局〈跟我一起來〉中，兩人的親吻奠定了她們的戀愛關係。亞當·穆托（Adam Muto）告訴TVLine艾薇爾和泡泡糖公主之間的關係和她們親吻都是經過「持续進行的討論……這當然不是影集原來的音調上。這段關係是隨著時間的流逝而發展出來的」。分鏡藝術家漢娜·K·內斯特羅姆（Hanna K. Nyström）負責增加親吻一幕。穆托表示這一幕原本不在劇本上，它僅僅是指出泡泡糖和艾薇爾「有著（專屬於她們）的時刻」。當內斯特羅姆在製作這一組分鏡鏡頭時，穆托控制了她的創意讓她明白如何展現這一「時刻」。穆托表示：「當漢娜畫分鏡時，在空白處有著便條寫著『別這樣！』，旁邊加上大大的感歎號。這是唯一的便條。我無法為此作出反駁。」

## 附註
1. ↑  原文名稱為，僅在英文片尾裡列出，在《探險活寶：遙遠的秘境》第二集〈最強姊妹花〉全集台詞從未直接提及她的名字，因而中文版也沒有相應翻譯名稱。此中文名稱為直譯。
2. ↑  艾薇爾
妳不覺得她造型真的太像了嗎？超像的。
3. ↑  在電視播出的中譯本歌詞；原英文歌詞是："I'm not mean. I'm a thousand years old, and I just lost track of my moral code."。

### 書目
- Thomas, Paul. . Lawrence, KS: University of Kansas Libraries. 2020  [2020-07-12]. ISBN 9781936153190. （原始内容存档于2021-12-12）.